# Немировський Яків Борисович
Немиро́вський Я́ків Бори́сович (*17 жовтня 1947, Новомиргород) — колишній міський голова Новомиргорода, районного центру Кіровоградської області, кандидат технічних наук.

## Біографія
Яків Борисович Немировський народився 17 жовтня 1947 року в м. Новомиргороді Кіровоградської області.
В 1965 році закінчив Новомиргородську СШ № 1. Цього ж року вступив до Кіровоградського інституту сільськогосподарського машинобудування.
Після закінчення ВНЗ, в 1972 році працював конструктором на заводі «Радіокераміка» (м. Біла Церква).
В 1975 році поступив до аспірантури Інституту надтвердих матеріалів АН УРСР, яку успішно закінчив в 1979 році.
В 1981 році захистив дисертацію на здобуття вченого ступеню кандидата технічних наук.
До 1992 року працював в Інституті надтвердих матеріалів на посадах молодшого та старшого наукового співробітника.
В період з 1992 по 2006 роки займався підприємницькою діяльністю та викладацькою роботою.
У 2006 році був обраний на посаду Новомиргородського міського голови.
2011 року обраний на посаду голови Новомиргородської міської ради на другий термін.
Одружений, має двох синів.

## Інше
Володіє українською та російською мовами, позапартійний.
В доробку Якова Борисовича 98 наукових праць, з яких 48 свідоцтв на винаходи.